# Castilleja rubicundula
Castilleja rubicundula är en snyltrotsväxtart som först beskrevs av Jepson, och fick sitt nu gällande namn av Tsan Iang Chuang och L.R. Heckard. Castilleja rubicundula ingår i släktet målarborstar, och familjen snyltrotsväxter. Utöver nominatformen finns också underarten C. r. lithospermoides.